# Ljungskär, Korpo
Ljungskär är en ö i Finland. Den ligger i Skärgårdshavet och i kommunen Pargas i den ekonomiska regionen  Åboland i landskapet Egentliga Finland, i den sydvästra delen av landet. Ön ligger omkring 77 kilometer sydväst om Åbo och omkring 200 kilometer väster om Helsingfors. Ljungskär ligger 7 meter över havet. Den ligger på ön Såtonskärs harun.
Öns area är 3,4 hektar och dess största längd är 290 meter i sydväst-nordöstlig riktning.